# Dane End
Dane End – przysiółek w Anglii, w hrabstwie Hertfordshire, w dystrykcie East Hertfordshire. Leży 9 km na północ od miasta Hertford i 42 km na północ od centrum Londynu. W 2015 miejscowość liczyła 578 mieszkańców.